# Pedestal

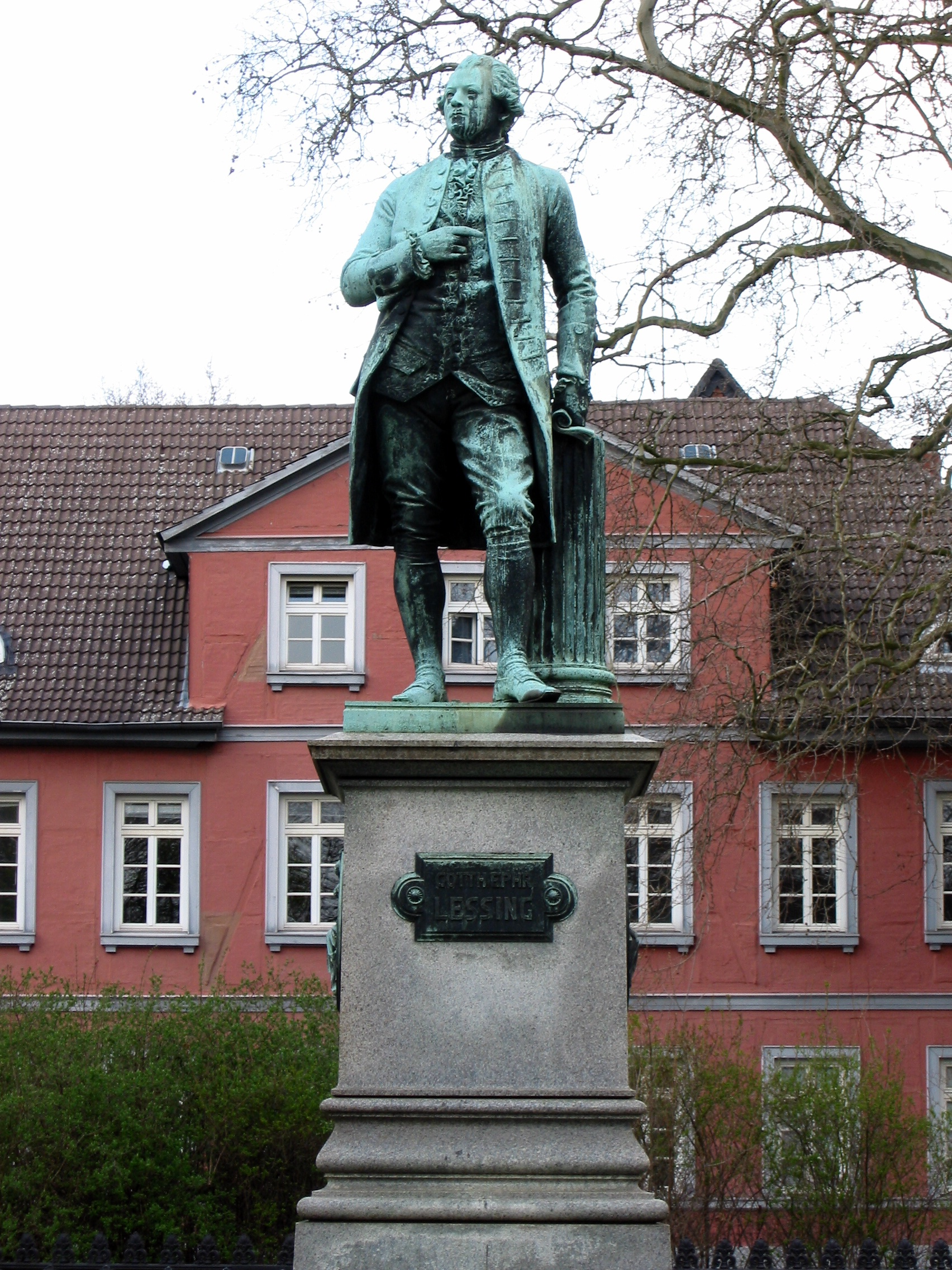
Estatua sobre un pedestal.

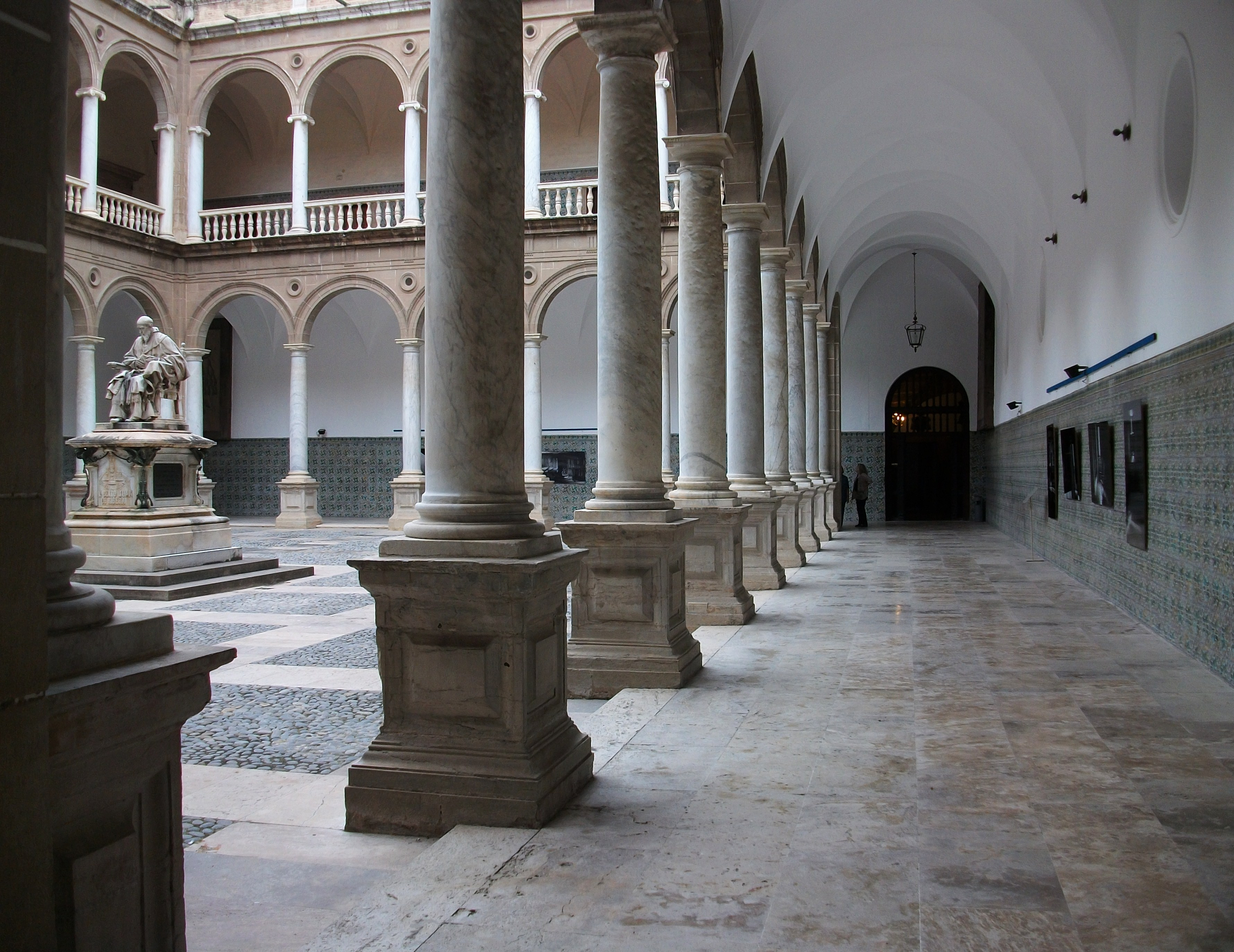
Columnas sobre pedestales en el claustro del Real Colegio Seminario del Corpus Christi, Valencia. España.

En arquitectura, se denomina pedestal al soporte prismático destinado a sostener otro soporte mayor, conformando la parte inferior de una columna. Generalmente, se compone de tres partes:
- zócalo
- dado o neto
- cornisa

Cuando el pedestal es corrido, y sustenta una serie de columnas, se llama estereóbato, siendo el estilóbato su parte superior, que puede estar adornada con molduras (aunque es común llamar estilóbato a todo el conjunto). Cuando el pedestal soporta únicamente una columna, el estilóbato se llama plinto.

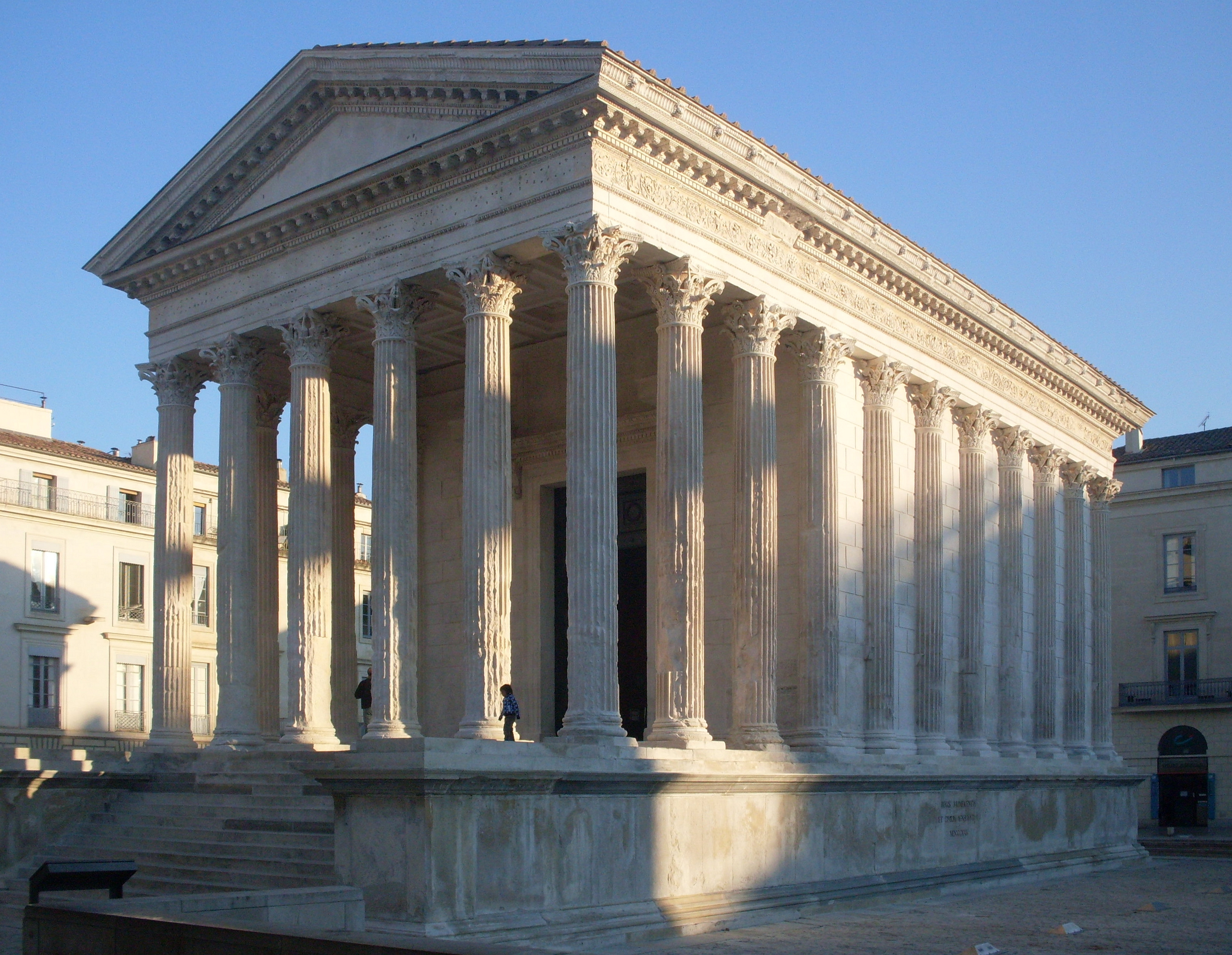
Pedestal corrido o estilóbato de la Maison Carrée, templo romano en Nimes, Francia.

Se da también el nombre de pedestal o peana a todo soporte en forma de columna corta y ancha que sostiene una estatua u objeto análogo. Por su parte, se llama pedículo cuando la base funciona como pie, o pequeña columna, en que se apoya un objeto mayor que ella; por ejemplo, una pila bautismal o un púlpito.
En la cultura china clásica suele usarse como pedestal de estelas y otros monumentos importantes una escultura que representa a Bixi. 

## Tipos de pedestal
- en talud, cuando las dos caras tienen alguna inclinación
- doble, el que sostiene dos columnas y tiene más de ancho que de alto
- continuo, cuando sin resaltes, ni molduras, mantiene una orden de columnas
- suave, cuando el cubo o tronco forma garganta
- en balaustre, cuando el perfil está torneado como un balaustre
- flanqueado, cuando sus ángulos o rincones están fortalecidos con algunos otros cuerpos
- irregular, cuando ni los ángulos son rectos ni las caras iguales
- adornado, cuando no solo tiene molduras sino que sus tablas están talladas con bajos relieves, armas, cifras , etc.
- con retiro o salida, que es cuando en una fila de columnas salen unas y entran otras en los intervalos
- triangular, el que forma un triángulo con tres caras, algunas veces en forma de bóveda por su plano y sus rincones con un plano cortado, socavado o con su cantón o saledizo
- compuesto, es el de una figura extraordinaria, como redondo, cuadrilongo, redondeado con muchas vueltas de modo que se forma con multitud de figuras, vasos, estatuas[1]